# Marginal intäktsproduktivitetsteori för löner
Marginalintäktsproduktivitetsteorin för löner är en modell av lönenivåer där de matchar den marginella intäktsprodukten av arbete, {\displaystyle MRP} (värdet av arbetskraftens marginalprodukt), vilket är ökningen av intäkterna orsakad av ökningen av produktionen producerad av den sist anställda arbetaren. I en modell motiveras detta av ett antagande att företaget är vinstmaximerande och därmed bara skulle anställa arbetskraft upp till den punkt där marginella arbetskraftskostnader är lika med de marginella intäkterna som genereras för företaget. Detta är en modell av den neoklassiska ekonomiska typen.
Den marginella intäktsprodukten ({\displaystyle MRP}) för en arbetare är lika med produkten av arbetskraftens marginalprodukt ({\displaystyle MP}) (ökningen av produktionen från en ökning av använd arbetskraft) och marginalintäkten ({\displaystyle MR}) (ökningen av försäljningsintäkter från en ökning av produktion): {\displaystyle MRP=MP\times MR}. Teorin säger att arbetare kommer att anställas fram till den punkt då marginalintäktsprodukten är lika med lönen. Om arbetarens marginalintäkter är lägre än lönen, skulle anställningen av arbetaren leda till en minskad vinst.
Idén att betalningar till produktionsfaktorer är lika med deras marginella produktivitet hade lagts fram av John Bates Clark och Knut Wicksell i enklare modeller. Mycket av MRP-teorin härrör från Wicksells modell.

## Matematisk relation
Den marginella intäktsprodukten av arbetskraft {\displaystyle MRP_{L}} är ökningen av intäkter per enhet ökning av den variabla insatsen = {\displaystyle {\frac {\Delta TR}{\Delta L}}}
{\displaystyle {\begin{aligned}MR&={\frac {\Delta TR}{\Delta Q}}\\[5pt]MP_{L}&={\frac {\Delta Q}{\Delta L}}\\[5pt]MR\times MP_{L}&={\frac {\Delta TR}{\Delta Q}}\times {\frac {\Delta Q}{\Delta L}}={\frac {\Delta TR}{\Delta L}}\end{aligned}}}
Här:
- {\displaystyle TR} är den totala intäkten (ett pengabelopp).
- {\displaystyle MP} är marginalprodukten (enheter som skapas med marginalen på arbetstiden och ansträngningen).
- {\displaystyle Q} är mängden varor (ett mått på den sålda kvantiteten eller volymen).
- {\displaystyle MR} är marginalintäkten (den penningintäkt som erhålls från den producerade marginalprodukten).
- {\displaystyle L} är arbetskraft (mängd arbetstid eller ansträngning).

[Denna sida är ofullständig. Vänligen definiera varje variabel och inkludera deras dimension]
Förändringen i produktionen är inte begränsad till den som är direkt hänförlig till den ytterligare arbetaren. Om man antar att företaget arbetar med minskande marginalavkastning minskar tillägget av en extra arbetare den genomsnittliga produktiviteten för varannan arbetare (och varannan arbetare påverkar den ytterligare arbetarens marginalproduktivitet).
Företaget modelleras som att det väljer att lägga till arbetsenheter tills {\displaystyle MRP} är lika med lönesatsen {\displaystyle w} — matematiskt tills
{\displaystyle {\begin{aligned}MRP_{L}&=w\\[5pt]MR(MP_{L})&=w\\[5pt]MR&={\frac {w}{MP_{L}}}\\[5pt]MR&=MC,{\text{ vilket är vinst maximerande regeln.}}\end{aligned}}}

## Marginal intäktsprodukt på en perfekt konkurrensutsatt marknad
Under perfekt konkurrens är marginalintäktsprodukten lika med marginalens fysiska produkt (extra enhet av en vara som produceras till följd av en ny anställning) multiplicerat med priset.
{\displaystyle {\begin{aligned}MRP&=MPP\times MR(D=AR=P){\text{ perfekt konkurrensutsatt arbetsmarknad}}\\[5pt]MRP&=MPP\times {\text{Price}}\end{aligned}}}
Detta beror på att företaget i perfekt konkurrens är en pristagare. Den behöver inte sänka priset för att sälja ytterligare enheter av varan.

## MRP i monopol eller ofullständig konkurrens
Företag som verkar som monopol eller i ofullständig konkurrens möter nedåtgående efterfrågekurvor. För att sälja extra produktionsenheter skulle de behöva sänka priset på sin produktion. Under sådana marknadsförhållanden kommer marginalintäktsprodukten inte att vara lika med {\displaystyle MPP\times {\text{Price}}}. Detta beror på att företaget inte kan sälja produktionen till ett fast pris per enhet. Således {\displaystyle MRP} Kurvan för ett företag i monopol eller i ofullständig konkurrens kommer att luta nedåt, när den plottas mot arbetskraftsanvändningen, i snabbare takt än i perfekt specifik konkurrens.